# Leucoplema dohertyi
Leucoplema dohertyi is een vlinder uit de familie van de uraniavlinders (Uraniidae). De wetenschappelijke naam van de soort werd in 1904 als Epiplema dohertyi gepubliceerd door William Warren.
De soort komt voor in tropisch Afrika.